# Cinnamomum saxatile
Cinnamomum saxatile är en lagerväxtart som beskrevs av Hsi Wen Li. Cinnamomum saxatile ingår i släktet Cinnamomum och familjen lagerväxter. Inga underarter finns listade i Catalogue of Life.